# 쇠고기 요리 목록
다음은 주요 쇠고기 요리 및 식품 목록으로, 쇠고기를 주재료로 사용한다. 쇠고기는 소, 특히 소의 고기를 일컫는 요리 용어이다. 소고기는 암소, 수소, 또는 거세소에서 채취할 수 있다. 식품으로서의 수용 가능성은 세계 지역마다 다르다.
소고기는 세계에서 세 번째로 널리 소비되는 육류로, 전 세계 육류 생산량의 약 25%를 차지하며, 돼지고기(38%)와 가금류(30%)에 이어 두 번째로 많다. 절대적인 소비량 기준으로는 미국, 브라질, 중화인민공화국이 세계 3대 소고기 소비국이다. 2009년 1인당 소고기 소비량은 아르헨티나가 64.6kg으로 가장 많았고, 미국인은 40.2kg, EU인은 16.9kg을 소비했다.

## 쇠고기 요리
- 박소 (음식)
- 반데하 파이사
- 응아우윈
- 곤차우응아우호
- 뵈프 스트로가노프
- 비프 웰링턴
- 쇠고기 스테이크
- 비프 아 카발루
- 비스테카 알라 피오렌티나
- 보르시
- 불고기
- 분 보 후에
- 카르니 지 소우
- 조 루어
- 저키
- 샤토브리앙 스테이크
- 치즈버거
- 셰퍼드 파이
- 카우보이 빈즈
- 알버트 왕자의 소고기 필렛
- 갈비구이
- 코르마
- 구야시
- 과티타
- 구야시레베시
- 규동
- 규탄야키
- 햄버거
- 하이라이스
- 호루몬야키
- 하시 (음식)
- 랍스카우스
- 로모 살타도
- 마탐브레
- 고기 완자
- 미트로프
- 메누도
- 몽골리언 비프
- 니쿠자가
- 퍼
- 피카디요
- 냄비 로스트
- 른당
- 로스트 비프
- 로키 마운틴 오이스터
- 롤라티니
- 로파 비에하
- 룰라드
- 스칼로피네
- 샤 발레
- 샤부샤부
- 슬로피 조
- 스테이크
- 산죽응아우육
- 스키야키
- 서프 앤드 터프
- 스비치코바
- 타펠슈피츠
- 와규
- 야키니쿠
- 육개장
- 육회
- 육포

## 날 쇠고기 요리
- 카르파초
- 고러드 고러드
- 킵베 나이예
- 크트포
- 스테이크 타르타르
- 육회

## 송아지 요리
- 블랑케트
- 브라트부르스트
- 카르파초
- 코톨레타
- 오소부코
- 파르미자나
- 살팀보카
- 스칼로피네
- 슈니첼
- 비텔 톤네
- 바이스부르스트
- 비너 슈니첼

## 같이 보기
- 쇠고기 스테이크
- 쇠고기 부위
- 스테이크하우스
- 와규